# Saint-Santin-Cantalès
Saint-Santin-Cantalès ist eine französische Gemeinde mit 285 Einwohnern (Stand: 1. Januar 2022) im Département Cantal in der Region Auvergne-Rhône-Alpes. Sie gehört zum Arrondissement Aurillac und zum Kanton Saint-Paul-des-Landes.

## Geografie
Saint-Santin-Cantalès liegt etwa 18 Kilometer nordwestlich von Aurillac. An der südlichen und östlichen Gemeindegrenze verläuft der Fluss Etze, in den hier sein Zufluss Meyrou einmündet. Umgeben wird Saint-Santin-Cantalès von den Nachbargemeinden Arnac im Norden, Saint-Illide im Nordosten, Saint-Victor im Osten, Nieudan im Süden, Laroquebrou im Südwesten, Montvert im Südwesten und Westen, Rouffiac im Westen sowie Cros-de-Montvert im Nordwesten.

## Bevölkerungsentwicklung
| Jahr                       | 1962 | 1968 | 1975 | 1982 | 1990 | 1999 | 2006 | 2019 |
| Einwohner                  | 533  | 486  | 374  | 344  | 302  | 316  | 336  | 298  |
| Quellen: Cassini und INSEE |      |      |      |      |      |      |      |      |

## Sehenswürdigkeiten
- Kirche Sainte-Anne
- Kapelle Monédières
- Schloss Pruns
- Schloss La Barrière